# Gülşen

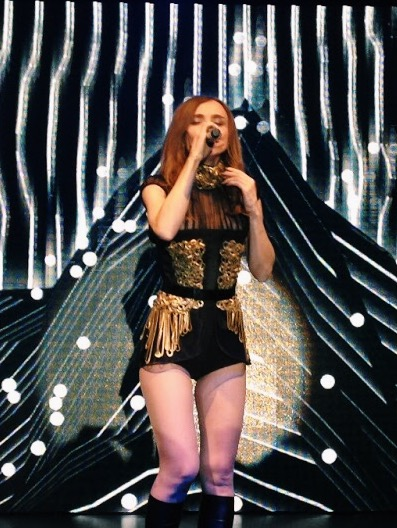
Gülşen während eines Konzerts in Izmir (2013)

Gülşen Bayraktar Çolakoğlu (* 29. Mai 1976 in Istanbul, Künstlername Gülşen) ist eine türkische Popsängerin und Songwriterin. Um eine korrekte Aussprache ihres Namens außerhalb der Türkei zu erreichen, wird bisweilen auch die Schreibweise Gülshen verwendet.

## Leben und Karriere
Gülşen wuchs mit ihrer älteren Schwester und ihrem Bruder im Elternhaus im Istanbuler Stadtteil Fatih auf. Ursprünglich stammt die Familie aus Ordu. Gülşen studierte an der İstanbul Teknik Üniversitesi. Nach dem Studium begann sie, in Bars und Clubs aufzutreten. Dadurch wurden einige Manager aus der türkischen Musik- und Produktionsindustrie auf sie aufmerksam. Ihren ersten Plattenvertrag schloss sie mit der Raks Müzik ab.
Seit einem Imagewechsel 2004 hat sie wegen ihrer Musikvideos, in denen sie zumeist spärlich bekleidet auftritt, regelmäßig Probleme mit der türkischen Medienaufsichtsbehörde (RTÜK).
In ihrer bisherigen Musiklaufbahn machte sie mit zahlreichen Hits wie Be Adam, Saz Mı Caz Mı?, Of… Of…, Sarışınım, Ya Tutarsa, Yurtta Aşk Cihanda Aşk, Ezberbozan, Seyre Dursun Aşk, Yatcaz Kalkcaz Ordayım, Kardan Adam, İltimas, Bangır Bangır, Dan Dan oder Bir İhtimal Biliyorum auf sich aufmerksam.
Am 25. August 2022 wurde Gülşen wegen „Aufstachelung zu Hass und Feindseligkeit“ festgenommen. Bei einem Konzert im April desselben Jahres hatte sie eine scherzhafte Bemerkung über die religiösen İmam-Hatip-Schulen gemacht. Am 29. August wurde sie aus der Haft entlassen und unter Hausarrest gestellt. Am 12. September wurde der Hausarrest gegen sie aufgehoben.
Mit dem Musikproduzenten Ozan Çolakoğlu ist sie seit 2016 verheiratet und hat einen gemeinsamen Sohn mit ihm.

## Konflikt mit Plattenfirma
Nach einem Konflikt zwischen Gülşen Bayraktar und dem Plattenproduzenten Erol Köse versuchte die Sängerin, den Vertrag mit der gleichnamigen Plattenfirma Erol Köse vorzeitig zu beenden. Dies gelang ihr zunächst nicht. Die Plattenfirma veröffentlichte gegen ihren Willen das sechste Studioalbum Mucize (dt.: Wunder), das Ende 2006/Anfang 2007 erschien. Die Aufnahmen entstanden vor der Auseinandersetzung. Da dieses Album gegen den Willen der Sängerin veröffentlicht wurde, weigerte sie sich, in ihrem eigenen Musikvideo zu Adı Aşk Sebebimin mitzuspielen. Sie selbst wurde in diesem Video nur in Ausschnitten gezeigt, dazu wurde noch nicht benutztes Material verwendet. Noch im gleichen Jahr erreichte sie schließlich einen Wechsel der Plattenfirma. Es gelang ihr auch, die Produktion des Albums Mucize zu stoppen. Das Album wird dennoch weiterhin angeboten.

## Diskografie

### Alben
- 1996: Be Adam
- 1999: Erkeksen
- 2001: Şimdi
- 2004: Of… Of…
- 2006: Yurtta Aşk Cihanda Aşk
- 2007: Mucize
- 2007: Ama Bir Farkla
- 2009: Önsöz
- 2013: Beni Durdursan mı?
- 2015: Bangır Bangır

### Kompilationen
- 2005: Özel: Of… Of… Albümü ve Remixler

### Singles
- 1996: Gel Çarem
- 1996: Be Adam
- 1996: Saz Mı Caz Mı?
- 1997: Son Sözüm
- 1998: Yiğidim
- 1999: Delisin
- 1999: Gözü Karalım
- 2001: İhanet
- 2001: Bu Aşk Adam Olmaz
- 2004: Of... Of...
- 2004: Sakıncalı
- 2005: Nazar Değmesin
- 2005: Sarışınım (Original: Night Ark – Homecoming)
- 2006: Ya Tutarsa
- 2006: Yurtta Aşk Cihanda Aşk
- 2006: Ne Kavgam Bitti Ne Sevdam
- 2006: Bu Gece
- 2006: Canın Sağolsun
- 2007: Adı Aşk Sebebimin
- 2007: Kara Böcükler
- 2007: E Bilemem Artık
- 2007: Ruhuma Asla
- 2008: Su Gibi Geçerdi Zaman
- 2008: Sakin Ol
- 2008: Yapamazsan Yok
- 2009: Yukardan Ayarlı
- 2009: Bi' An Gel
- 2009: Ezberbozan
- 2009: Bir Taraf Seç
- 2010: Önsöz
- 2010: Dillere Düşeceğiz Seninle
- 2010: Hayat Bir Su
- 2011: Yeni Biri
- 2011: Sözde Ayrılık
- 2012: Seyre Dursun Aşk (mit Ozan Çolakoğlu)
- 2013: Yatcaz Kalkcaz Ordayım
- 2013: Kardan Adam
- 2013: Irgalamaz Beni
- 2014: İltimas (mit Murat Boz)
- 2014: Namus (mit Ozan Doğulu)
- 2014: Yazıyor Yazıyor
- 2014: Emrin Olur
- 2015: Bangır Bangır
- 2015: Dan Dan
- 2016: Bir Fırt Çek
- 2016: Ellerinden Öper
- 2017: Her Gece
- 2017: Büyük Hatırın Var (mit Ozan Çolakoğlu)
- 2018: Delikanlım
- 2018: Bir İhtimal Biliyorum
- 2020: Nirvana (mit Edis)
- 2022: Sen Affetsen Ben Affetmem
- 2022: Lolipop
- 2022: Bir Kereden Hiçbir Şey Olmaz (mit Ozan Doğulu)
- 2023: Sor (mit Edis; Original: Son de Sol – Brujería)
- 2024: Bal

Quelle:

### Gastauftritte
- 1997: İnsanca Yaşamak (als Teil des Chors)
- 2001: Anla (von Birol Tokat – Hintergrundstimme)
- 2001: Gözü Doymaz (von Birol Tokat – Hintergrundstimme)
- 2008: İçin İçin Yanıyor (mit Cem Davran)
- 2008: Kaderim (von Serhan Sokulgan – Hintergrundstimme)
- 2009: Engelli Koşu (von Emir – Hintergrundstimme)
- 2009: Elebaşı (von Emir – Hintergrundstimme)
- 2012: Sudan Sebep (von Emir – Hintergrundstimme)
- 2012: Bir Güzellik Yap (von Murat Dalkılıç – Hintergrundstimme)
- 2013: Tesir Altında (von Mustafa Sandal – Hintergrundstimme)
- 2013: Sade Tören (von Petek Dinçöz – Hintergrundstimme)
- 2013: Aşk (von Petek Dinçöz – Hintergrundstimme)
- 2014: Bi Ağla (von Emir – Hintergrundstimme)
- 2016: Dünya (von Abdullah İnal – Hintergrundstimme)
- 2016: Hayalet (von Demet Akalın – Hintergrundstimme)
- 2016: Alışamıyorum (von Cem Belevi – Hintergrundstimme)
- 2017: Birlikte Güzel (mit Cem Belevi & İlyas Yalçıntaş)
- 2018: Tak Tak (von Fatih Ürek – Hintergrundstimme)
- 2018: N'aptın (von Emir – Hintergrundstimme)
- 2025: Ruj (von Emir Can İğrek – Hintergrundstimme)

### Songwriting
Gülşen ist auch als erfolgreiche Songschreiberin tätig. Sie schrieb Songs unter anderem für Ajda Pekkan, Mustafa Sandal oder Bülent Ersoy. Ihre Arbeit wurde mit vielen Preisen und hohen Verkaufszahlen der Tonträger belohnt.
| Jahr | Songtitel         | Künstlername   |
| ---- | ----------------- | -------------- |
| 2001 | Anla              | Birol Tokat    |
| 2001 | Gözü Doymaz       | Birol Tokat    |
| 2001 | Canımın İçi       | Birol Tokat    |
| 2002 | Alnının Yazısı    | Hülya Avşar    |
| 2003 | Büyüdüm Uslandım  | Rober Hatemo   |
| 2009 | Başı Bağlı        | Sibel Can      |
| 2009 | Engelli Koşu      | Emir           |
| 2009 | Elebaşı           | Emir           |
| 2011 | Superman          | Hadise         |
| 2011 | Aşktan Sabıkalı   | Bülent Ersoy   |
| 2011 | Suistimal         | Sibel Can      |
| 2011 | Haberin Yok       | Yıldız Kaplan  |
| 2011 | Piyango           | Yeşim Salkım   |
| 2012 | Bir Güzellik Yap  | Murat Dalkılıç |
| 2012 | Sudan Sebep       | Emir           |
| 2012 | Tamamen Yanılsama | Metin Şentürk  |
| 2013 | Tesir Altında     | Mustafa Sandal |
| 2013 | Ara Sıcak         | Ajda Pekkan    |
| 2013 | Aşk               | Petek Dinçöz   |
| 2013 | Sade Tören        | Petek Dinçöz   |
| 2014 | Her Durumda       | Ebru Gündeş    |
| 2014 | Derine            | Murat Dalkılıç |
| 2014 | İki Yol           | Murat Dalkılıç |
| 2015 | Kesin Bilgi       | Röya Ayxan     |
| 2016 | Hayalet           | Demet Akalın   |
| 2017 | Bırakma Beni      | Funda Arar     |
| 2018 | Tak Tak           | Fatih Ürek     |
| 2018 | N'aptın           | Emir           |
| 2019 | Geliyorum Yanına  | Hadise         |

## Filmografie
Serien
- 2020: Kalk Gidelim (Gastauftritt)

## Auszeichnungen
- 2005: Altın Kelebek Award in der Kategorie Beste Newcomerin
- 2005: Altın Kelebek Award in der Kategorie Song des Jahres (für Of Of)
- 2005: Kral Türkiye Müzik Award in der Kategorie Song des Jahres (für Of Of)
- 2005: Kral Türkiye Müzik Award in der Kategorie Beste Pop-Musikerin
- 2014: Kral Türkiye Müzik Award in der Kategorie Beste Pop-Musikerin
- 2014: Kral Türkiye Müzik Award in der Kategorie Bestes Album (für Beni Durdursan mı?)
- 2014: Kral Türkiye Müzik Award in der Kategorie Song des Jahres (für Yatcaz Kalkcaz Ordayım)
- 2014: Altın Kelebek Award in der Kategorie Song des Jahres (für Yatcaz Kalkcaz Ordayım)
- 2014: Altın Kelebek Award in der Kategorie Beste Pop-Sängerin
- 2015: Altın Kelebek Award in der Kategorie Song des Jahres (für Bangır Bangır)
- 2015: Altın Kelebek Award in der Kategorie Bestes Musikvideo (für Bangır Bangır)